# Ludwig Steinherr

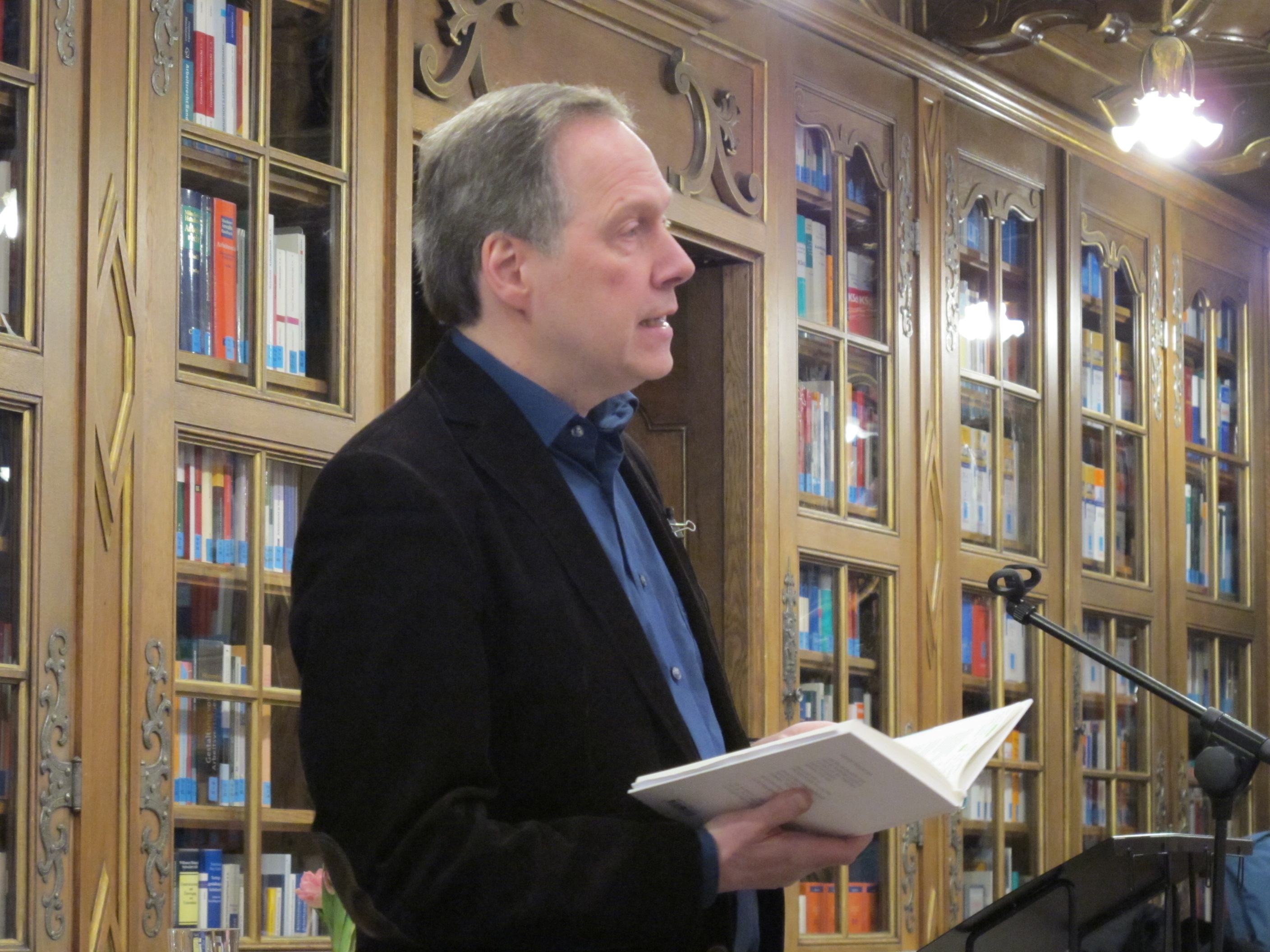
Ludwig Steinherr bei einer Lesung im Münchner Rathaus 2016

Ludwig Steinherr (* 17. Mai 1962 in München) ist ein deutscher Schriftsteller. Er veröffentlicht Lyrik, Prosa und Theaterstücke.

## Leben und Werk
Ludwig Steinherr studierte nach dem Abitur und Zivildienst ab 1984 Philosophie mit den Nebenfächern Psychologie und Pädagogik an der Ludwig-Maximilians-Universität und der Hochschule für Philosophie München. Als Stipendiat promovierte er 1995  bei Béla Weissmahr mit der Arbeit Holismus, Existenz und Identität. Ein systematischer Vergleich zwischen Quine und Hegel zum Doktor der Philosophie. Für seine Dissertation erhielt er 1996 den Alfred-Delp-Preis der Rottendorf-Stiftung.
Zusammen mit Anton G. Leitner begründete er 1992 die Zeitschrift Das Gedicht.
Seit 1995 ist Ludwig Steinherr freier Schriftsteller und Lehrbeauftragter für Philosophie. Er lebt mit seiner Familie in München.
Steinherr hat über zwanzig Gedichtbände veröffentlicht sowie in jüngster Zeit Prosa und Theaterstücke, außerdem zahlreiche Beiträge in Anthologien und Zeitschriften des In- und Auslandes (Der Große Conrady, Reclams großes Buch der deutschen Gedichte, World Literature Today, Modern Poetry in Translation usw.).
2003 wurde er zum Ordentlichen Mitglied der Bayerischen Akademie der Schönen Künste gewählt.
Steinherr war Gastautor bei zahlreichen internationalen Literaturveranstaltungen: u. a. Journées Littéraires de Mondorf (Luxemburg) 1995, Deutsch-arabischer Lyrik-Salon in Damaskus 2006, European Literature Night, London 2012, King’s Lynn Poetry Festival 2012, Advanced Lecture Series, University of Notre Dame (USA) 2012, StAnza – Scotland´s International Poetry Festival 2013, Birmingham Literature Festival 2013, Ilkley Literature Festival 2013, Druskininkai Poetic Fall 2014 (Litauen).
2024 wurde Steinherr zu den Münchner Turmschreibern berufen.

## Einzeltitel

### Gedichtbände
- Fluganweisung, München 1985.
- Unsre Gespräche bis in den Morgen, Eisingen 1991.
- Vor der Erfindung des Paradieses, Eisingen 1993.
- Buchstäbliches Blau, München 1994.
- Erste Blicke, letzte Blicke, Eisingen 1996.
- Musikstunde bei Vermeer, Eisingen 1998.
- Fresko, vielfach übermalt, München 2002.
- Hinter den Worten die Brandung, München 2003.
- Musikstunde bei Vermeer (Neuauflage), München 2004.
- Vor aller Zeit. Zwanzig Gedichte zur Ankunft eines Kindes, Hauzenberg 2004.
- Die Hand im Feuer, München 2005.
- Von Stirn zu Gestirn, München 2007.
- Kometenjagd, München 2009.
- Ganz Ohr, München 2012.
- Das Mädchen Der Maler Ich. Ausgewählte Gedichte 1997–2009, München 2012.
- Flüstergalerie, München 2013.
- Nachtgeschichte für die Teetasse, München 2014.
- Elefant mit Obelisk, Allitera Verlag, München 2015, ISBN 978-3-86906-813-8.
- Alpenüberquerung, Allitera Verlag, München 2016, ISBN 978-3-86906-945-6.
- Lichtgesang. Light Song, Zweisprachig, englische Übersetzung von Paul-Henri Campbell, Allitera Verlag, München 2017, ISBN 978-3-96233-033-0.
- Medusen, Allitera Verlag, München 2018, ISBN 978-3-96233-056-9.
- Engel in freier Wildbahn, München 2019, ISBN 978-3-9623-3185-6.
- Die weißen Freuden des Yeti, Buch&Media, München 2020, ISBN 978-3-96233-251-8.

- Zur Geburt einer Ming-Vase, Buch&Media, München 2021, ISBN 978-3-96233-306-5.

### Romane
- Tochter Zoe, Allitera Verlag, München 2024, ISBN 978-3-96233-460-4.
- Das Karussell auf der Piazza della Repubblica, Allitera Verlag, München 2025, ISBN 978-3-96233-505-2.

### Novellen
- Verona kopfüber, München 2022, ISBN 978-3-96233-329-4.
- Der Carolin-Papyrus, München 2022, ISBN 978-3-96233-350-8.
- Das weiße Fahrrad: Fantastische Novelle, Dortmund 2022, ISBN 978-3-75681-348-3.
- Adriana, München 2023, ISBN 978-3-96233-372-0.
- Jessicas Besuch, Dortmund 2023, ISBN 978-3-75780-321-6.
- Zweimal Rom, München 2023, ISBN 978-3-96233-418-5.
- Der Krieg des Jamie Wood: Briefnovelle, Dortmund 2024, ISBN 978-3-75830-306-7.
- Judith, München 2024, ISBN 978-3-96233-446-8.
- Dinner in the Dark, Dortmund 2024, ISBN 978-3-75834-321-6.

### Theater
- Museumsshop (Fünf Einakter), Dortmund 2022

### Werke in fremden Sprachen
- Before the Invention of Paradise. Übersetzt ins Englische von Richard Dove. Arc Publications, Todmorden 2010
- All Ears. Übersetzt ins Englische von Paul-Henri Campbell. Allitera Verlag (Lyrikedition 2000), München 2013
- Lichtgesang. Light Song, Zweisprachig, englische Übersetzung von Paul-Henri Campbell, Allitera Verlag, München 2017, ISBN 978-3-96233-033-0.
- Prima di ogni tempo/Vor aller Zeit. Übersetzt ins Italienische von Chiara Conterno. Ladolfi Editore, Borgomanero 2019
- Stránky světla / Die Seiten des Lichts. Übersetzt ins Tschechische von Klara Hurkova. Dauphin, 2022
- An diesem Fluss leben wir, Gedichte. Ins Arabische übersetzt von Fouad EL-Auwad. Reihe Lyrik-Salon Spezial 2023

### Philosophie
- Die Kategorie der „Erscheinung“ und ihr Vermittlungsweg in Hegels „Wissenschaft der Logik“, München 1988
- Holismus, Existenz und Identität. Ein systematischer Vergleich zwischen Quine und Hegel, St. Ottilien 1996

## Auszeichnungen
- 1991 Bayerischer Kunstförderpreis in der Sparte Literatur
- 1993 Arbeitsstipendium zum Leonce-und-Lena-Preis
- 1999 Evangelischer Buchpreis
- 1999 Hermann-Hesse-Preis (Förderpreis)